# Xestoptera cornea
Xestoptera cornea är en insektsart som beskrevs av Brunner von Wattenwyl 1895. Xestoptera cornea ingår i släktet Xestoptera och familjen vårtbitare. Inga underarter finns listade i Catalogue of Life.